# Bùi Thị San
Bùi Thị San (chữ Hán: 裴氏山; ? – ?), còn có âm đọc là Sơn, là một  phi tần  của vua Minh Mạng nhà Nguyễn trong lịch sử Việt Nam.
Không rõ lai lịch của bà San, cũng như năm bà vào hầu vua Minh Mạng. Không rõ mộ phần của bà nằm ở đâu. Lúc sinh thời, bà San được xếp vào bậc Tài nhân vị nhập giai (才人未入階) (là Tài nhân chưa xếp giai thứ), là cấp bậc cung giai thấp nhất trong số các tần phi được sách phong chính thức, trên các cung nhân không có danh vị.

## Hậu duệ
Tài nhân Bùi Thị San sinh cho vua Minh Mạng được 3 người con, gồm 1 hoàng tử và 2 hoàng nữ:
- Định Thành Công chúa Nguyễn Phúc Hòa Thận (27 tháng 6 năm 1834 – 25 tháng 12 năm 1860), hoàng nữ thứ 47.
- Kiến Hòa Quận công Nguyễn Phúc Miên Điều (13 tháng 2 năm 1836 – 17 tháng 7 năm 1891), hoàng tử thứ 71.
- Bái Trạch Công chúa Nguyễn Phúc Trinh Tĩnh (25 tháng 6 năm 1839 – 10 tháng 11 năm 1909), hoàng nữ thứ 57.